# Elgaria panamintina
Elgaria panamintina é uma espécie de lagartos da família Anguidae. Apenas pode ser encontrada nos Estados Unidos da América.